# Abram Mendel Kagan
Abram Mendel Kagan ps. „Artur”, „Filip”, „Edmund”, „Maniek”, „Ryszard”, „Sierpiński” (ur. 15 maja 1905 w Łodzi, zm. pod koniec 1938 w Moskwie) – działacz komunistyczny, publicysta, członek Sekretariatu Krajowego KC KPP, sekretarz obwodowy KPP w Poznaniu, sekretarz Komitetu Warszawskiego KPP i Komitetu Węglowego KPP, kierownik Centralnej Redakcji KPP 1936–1937.

## Życiorys
Urodzony jako syn komiwojażera Jankiela Bera i Chaji Sury Rozenberg. Po ukończeniu szkoły powszechnej w sierpniu 1914 wyjechał z rodziną do Moskwy, gdzie uczęszczał do gimnazjum i wstąpił do organizacji syjonistycznej. Latem 1919 powrócił do Łodzi, gdzie ukończył gimnazjum. We wrześniu 1920 odszedł od syjonizmu i związał się z młodzieżową grupą komunistyczną. W czerwcu 1921 został na krótko aresztowany. Od 1922 działacz KPP i Związku Młodzieży Komunistycznej (ZMK) (od 1930 KZMP), członek Łódzkiego Komitetu ZMK. Jednocześnie działał w legalnym Związku Polskiej Młodzieży Socjalistycznej. Od września 1923 propagandysta KPP w dzielnicy Łódź Górna. Od stycznia 1924 sekretarz dzielnicowy KPP Bałuty, a od lutego 1924 członek łódzkiego Komitetu Okręgowego (KO) KPP. Za działalność komunistyczną dwukrotnie wydalany z gimnazjum, a 1924-1927 więziony. Był starostą komuny więziennej. Po zwolnieniu działał w Warszawie, w Wydziale Agitacji i Propagandy Komitetu Warszawskiego KPP. Później pracował w Centralnym Wydziale Propagandy i Agitacji KPP. W końcu października 1927 został sekretarzem okręgowym KPP w Krakowie. III-V 1928 członek Egzekutywy Komitetu Warszawskiego KPP, następnie sekretarz okręgowy KPP na Górnym Śląsku. 1928-1932 więziony, następnie w związku z wymianą więźniów wyjechał do ZSRR. 1932-1933 wykładowca historii KPP w polskim sektorze Międzynarodowej Szkoły Leninowskiej i Komunistycznego Uniwersytetu Mniejszości Narodowych Zachodu. X 1933-IV 1934 pracował w KC KPCz i pisywał artykuły do organu prasowego tej partii „Bolszewik”. Od maja 1934 organizował Sekretariat Krajowy KC KPP w Kopenhadze. Od czerwca 1935 sekretarz Obwodu Węglowego KPP, a od października 1935 Poznańskiego Komitetu Obwodowego KPP. XII 1935-I 1936 sekretarz Komitetu warszawskiego KPP. V 1936-III 1937 kierował Centralną Redakcją KPP. Współredaktor „Dziennika Popularnego”. Od maja 1937 redagował w Brukseli pismo „Przegląd”. W sierpniu 1937 udał się do Paryża, skąd próbował wyjechać do Hiszpanii, by wziąć udział w wojnie domowej po stronie republikanów, jednak w maju 1938 został wezwany do Moskwy, gdzie po przyjeździe został ujęty i stracony w ramach czystek stalinowskich (po 14 listopada 1938).